# Noel Gallagher
Noel Thomas David Gallagher (Longsight (Manchester), 29 mei 1967) is een Britse muzikant, vooral bekend als de gitarist en songwriter van de britpop/rockband Oasis. Na het uit elkaar gaan van Oasis ging hij solo verder met zijn eigen band: Noel Gallagher's High Flying Birds. Hij is de oudere broer van Liam Gallagher, de voorman van Oasis, die de band doorstartte onder de naam Beady Eye.

## Biografie
Noel Gallagher is geboren in Longsight, Manchester. Zijn ouders Peggy en Tommy Gallagher zijn Iers. Na de geboorte van Liam verhuisde het gezin naar de wijk Burnage in Manchester. Noel heeft naast Liam nog een broer, Paul Anthony Gallagher, bekend als DJ van indie muziek.
Op 13-jarige leeftijd kreeg hij 6 maanden ondertoezichtstelling wegens diefstal uit de buurtwinkel. In deze periode begon Noel op de gitaar te spelen die zijn vader hem achterliet. Na het horen van het debuutalbum van The Smiths wilde hij Johnny Marr zijn, de gitarist van The Smiths.
Eind jaren tachtig werkte hij op een bouwplaats voor British Gas. Nadat een stalen gaspijp op zijn rechtervoet was gevallen, werd hem een rustig baantje aangeboden bij hetzelfde bedrijf. Omdat hij zich daar zo verveelde begon hij liedjes te schrijven. Achteraf noemde hij de plek waar hij moest zitten 'the hit hut'.
Noel ontmoette de gitarist van Inspiral Carpets tijdens een concert van de Stone Roses. Hij heeft toen een auditie gedaan als zanger voor die band, maar heeft het niet gehaald. Hij heeft twee jaar gewerkt als roadie voor de Carpets.

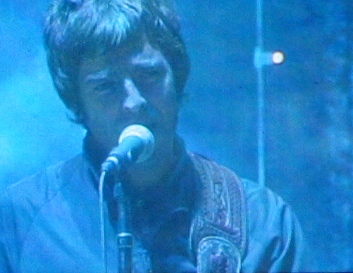
Noel tijdens een concert in 2005

## Oasis
In 1992 bezocht Noel een concert van de band van zijn broer Liam in de Boardwalk, Manchester. Hij was niet onder de indruk van de show, maar op aandringen van Liam accepteerde hij de uitnodiging zich bij de band te voegen. Er was enkel één voorwaarde: volledige creatieve controle over de groep hebben en de tekstschrijver zijn.
Nadat Noel zich bij Oasis voegde ging het steeds beter met de band. Van platenbaas Alan McGee kreeg de band een 6-album contract. Noel blufte dat hij meer dan 50 liedjes geschreven had, maar in werkelijkheid waren dat er maar 6. In de studio om debuutalbum Definitely Maybe op te nemen, heeft hij de debuutsingle Supersonic geschreven in een half uur tijd. Meteen daarna werd het nummer opgenomen en dat is ook uiteindelijk de albumversie geworden.
Begin september 1994 kwam het een paar dagen eerder uitgebrachte debuutalbum op nummer 1 binnen in de UK chart en begon voor Oasis een druk jaar.
Noel ontwikkelde zich naast gitarist ook als zanger. Op het tweede album, (What's the story) Morning glory?, zingt hij de hit Don't Look Back In Anger. Sindsdien staat op elk Oasis-album wel een of meer nummers gezongen door Noel.
Voor het album Standing On The Shoulder Of Giants uit 2000 heeft Noel nagenoeg alle nummers geschreven. Op de laatste drie albums (Heathen Chemistry, Don't Believe The Truth en Dig Out Your Soul) dragen alle bandleden bij aan het schrijven van nummers.
Op 28 augustus 2009 kondigde Noel zijn afscheid van de band aan op hun website, met de woorden "Het is met een zekere droefheid en een grote opluchting dat ik u laat weten dat ik vanavond Oasis verlaat. Men mag schrijven en zeggen wat men wil, maar ik kon gewoonweg geen dag langer meer samenwerken met Liam".
Op 27 Augustus werd de Oasis Live '25 tour aangekondigd, dit betekende de hereniging van Oasis. De tour is hun eerste live optreden sinds de breuk in 2009, nadat Noel voor hun optreden in Parijs was vertrokken.

## Ruzies en rellen
Zijn uitgesproken mening en ruzies maakt Gallagher een gewilde prooi voor de Engelse tabloids.
Broer Liam is misschien wel de bekendste met wie hij jarenlang ruzies had. Op de bootleg Wibbling Rivalry is een uit de hand gelopen interview te beluisteren met de broertjes. In 1996 kwam het zelfs zover dat Oasis uit elkaar zou gaan. Dit is uiteindelijk niet gebeurd en de laatste jaren ging het ook tussen de broers weer goed, in 2009 was het dan toch zover, tijdens hun Dig Out Your Soul Tour ging Oasis uit elkaar doordat Noel de groep Oasis verliet.
Ook is het algemeen bekend dat hij Damon Albarn van Blur en Gorillaz niet kan uitstaan. In 1995 zei hij zelfs dat Albarn en Alex James 'aids mochten krijgen en doodgaan'. Hij maakte snel daarna zijn excuses maar het is nooit goed gekomen en er bestaan zekere spanningen tussen Blur en Oasis fans.
Robbie Williams is de 'dikke danser van Take That' volgens Noel. Williams nam in 2000 bij de uitreiking van de Brit Awards wraak op Oasis en Liam door hem uit te dagen voor een gevecht op het podium. Liam ging daar niet op in.
Onder andere Phil Collins, Keane, James Blunt, Green Day en Thom Yorkes Radiohead hebben het moeten ontgelden.
Op Twitter  uitte hij onlangs kritiek op Ke$ha, Lady Gaga, Justin Bieber en James Blunt. Ook joeg hij Muse-fans tegen zich in het harnas omdat hij opmerkte dat hun oudere albums beter zijn dan hun huidige album.
Ook laat hij er geen gras over groeien dat hij een hekel heeft aan de televisietalentenjacht X-Factor. Hij heeft al verscheidene malen aangegeven dat de meeste kandidaten zingen alsof ze iets hebben ingeslikt. Hij werd nochtans door Simon Cowell gevraagd om hem te vervangen in de jury als "alfamannetje", iets waarvoor hij gepast heeft.
In 2013 liet hij weten dat hij het ook niet zo heeft op Miley Cyrus, Robin Thicke, Adele en Emeli Sandé. Volgens Gallagher is Robin Thicke een "one-hit wonder" waarvan we, na de enorme hit Blurred Lines, niet veel meer zullen horen. "Hij is net zoals die kerel van Gangnam Style - we zullen nooit meer iets van hem horen", aldus Noel Gallagher. Miley Cyrus werd door Gallagher bekritiseerd door haar gedrag tijdens optredens. Ook vond hij de muziek van Adele en Emeli Sandé "alleen bestemd voor oudjes".

## Drugsgebruik
Noel heeft sinds eind jaren 80 recreationele drugs gebruikt, maar met het succes van Oasis begon hij ook aan de coke. Het derde studioalbum Be Here Now van de band is opgenomen in totale chaos en overmatig cokegebruik. Drugs en drank waren niet aan te slepen en het opnemen ging uiterst moeizaam. Noel beschrijft het album dan ook als het resultaat van 5 mensen aan de coke.
In de late jaren 90 begon hij aan paniekaanvallen te lijden en hij besloot met drugs te stoppen toen zijn tanden begonnen uit te vallen. Het nummer Gas Panic dat op het album Standing On The Shoulder Of Giants staat, gaat over deze periode in zijn leven.

## Gastoptredens en solocarrière
In 2007 stond groot op de cover van het muziektijdschrift NME dat Noel solo zou gaan en dat hij zijn soloalbum al bijna af had. Deze geruchten waren echter onjuist en zelfs ontkend in een officieel Oasis persbericht.
Wel zit Noel regelmatig in de studio met andere bands. Zijn bekendste samenwerking is die met Paul Weller. In februari 2008 werd bekend dat hij een paar nummers op Wellers nieuwe album drums en basgitaar speelt.
Ook heeft hij op twee singles van de Chemical Brothers gezongen, namelijk Setting Sun en Let Forever Be. Ook voor Goldie (Temper temper, 1997) en The Prodigy (Shoot it down, 2004) deed hij gastbijdragen. In 2011 deed hij achtergrondzang op het debuutalbum van Miles Kane. En ook nog heeft hij in 2015 meegewerkt aan het nummer 'Up&Up' van Coldplay, onder andere met de gitaarsolo's. In 2020 doet hij mee in het nummer Not Over Yet van CamelPhat.
Hij was ook te zien in een Adidas-commercial.
In 2015 tot en met eind 2016 kwam zijn tweede soloalbum uit genaamd Chasing Yesterday, dat werd goed ontvangen.

## Muziekinstrumenten
Noel speelt naast leadgitaar vaak rhythm met Oasis. Nadat gitarist Gem Archer in 2000 bij de band kwam wisselen de twee vaak van rol. Wegens het vertrek van de bassist en de rhythm gitarist vlak voor Standing On The Shoulder Of Giants speelt Noel ook basgitaar naast alle gitaren op dat album. In het algemeen speelt hij naast gitaar ook drums, keyboard en mellotron.
De opvallende Epiphone Supernova is een speciaal voor Noel gebouwde gitaar. De met de Union Jack beschilderde versie gebruikte hij voor de legendarische concertregistratie There And Then. Er is ook een Manchester City blauwe versie van de gitaar gemaakt, naar Noels favoriete voetbalclub.
Sinds 1994 gebruikt hij ook een Gibson Les Paul, in eerste instantie maakte hij kennis met deze gitaar door een exemplaar te lenen van Johnny Marr. Voordien gebruikte hij een imitatie Les Paul van Epiphone.
De laatste jaren gebruikt Noel tijdens concerten een rode Gibson ES-335.
Toen Oasis met Kasabian de 'Abbey Road' studio's binnenging om samen te 'jammen', speelde Noel op de drums.

## Discografie
Zie ook discografie Oasis.

### Albums
| Album met eventuele hitnotering(en) in de Nederlandse Album Top 100 | Datum van verschijnen | Datum van binnenkomst | Hoogste positie | Aantal weken | Opmerkingen                            |
| ------------------------------------------------------------------- | --------------------- | --------------------- | --------------- | ------------ | -------------------------------------- |
| Noel Gallagher's High Flying Birds                                  | 14-10-2011            | 22-10-2011            | 11              | 5            | als Noel Gallagher's High Flying Birds |

| Album met hitnotering(en) in de Vlaamse Ultratop 200 albums | Datum van verschijnen | Datum van binnenkomst | Hoogste positie | Aantal weken | Opmerkingen                            |
| ----------------------------------------------------------- | --------------------- | --------------------- | --------------- | ------------ | -------------------------------------- |
| Noel Gallagher's High Flying Birds                          | 2011                  | 22-10-2011            | 10              | 20           | als Noel Gallagher's High Flying Birds |

### Singles
| Single met hitnotering(en) in de Vlaamse Ultratop 50 | Datum van verschijnen | Datum van binnenkomst | Hoogste positie | Aantal weken | Opmerkingen                                                          |
| ---------------------------------------------------- | --------------------- | --------------------- | --------------- | ------------ | -------------------------------------------------------------------- |
| The death of you and me                              | 15-08-2011            | 27-08-2011            | tip15           | -            | als Noel Gallagher's High Flying Birds / Nr. 13 in de Radio 2 Top 30 |
| If I had a gun...                                    | 17-10-2011            | 29-10-2011            | tip31           | -            | als Noel Gallagher's High Flying Birds                               |
| AKA… What a life!                                    | 21-11-2011            | 03-12-2011            | tip20           | -            | als Noel Gallagher's High Flying Birds                               |
| Dream on                                             | 19-03-2012            | 07-04-2012            | tip22           | -            | als Noel Gallagher's High Flying Birds                               |
| Everybody's on the run                               | 2012                  | 21-07-2012            | tip86*          |              | als Noel Gallagher's High Flying Birds                               |

### Dvd's
| Dvd's met hitnoteringen in de Nederlandse Music Top 30 | Datum van verschijnen | Datum van binnenkomst | Hoogste positie | Aantal weken | Opmerkingen                            |
| ------------------------------------------------------ | --------------------- | --------------------- | --------------- | ------------ | -------------------------------------- |
| International magic live at the O2                     | 2012                  | 20-10-2012            | 11              | 3            | als Noel Gallagher's High Flying Birds |

- Bibsys: 3055268
- Bibliothèque nationale de France: cb16648947x (data)
- Gemeinsame Normdatei: 134954661
- International Standard Name Identifier: 0000 0001 1441 3672
- Library of Congress Control Number: nr98044744
- MusicBrainz: 6493ed80-8b44-49fa-91de-e7b0a0b57d6d
- Nationale Bibliotheek van Tsjechië: xx0069394
- Nederlandse Thesaurus van Auteursnamen: 148428010
- Istituto Centrale per il Catalogo Unico: LO1V161116
- Système universitaire de documentation: 176906258
- Virtual International Authority File: 34374151
- WorldCat: E39PBJmtvt7fptYhXdxGDbKyBP